# Жіноча збірна Хорватії з хокею із шайбою
Жіноча збірна Хорватії з хокею із шайбою (хорв. Hrvatska ženska reprezentacija u hokeju na ledu) — національна жіноча збірна команда Хорватії, яка представляє країну на міжнародних змаганнях з хокею. Функціонування команди забезпечується Хорватською хокейною асоціацією. Команда є учасником різних світових хокейних форумів з початку 21 століття (після розпаду Югославії), але значних успіхів не досягала, беручи участь, здебільшого, у нижчих дивізіонах.

## Результати

### Виступи на чемпіонатах світу
- 2007 – 1 місце (Дивізіон IV)
- 2008 – 3 місце (Дивізіон III)
- 2009 – турнір не відбувся[1]
- 2011 – 5 місце (Дивізіон III)
- 2012 – 6 місце (Дивізіон ІІА)
- 2013 – 3 місце (Дивізіон ІІВ)
- 2014 – 1 місце (кваліфікація Дивізіону ІІВ)
- 2015 – 5 місце (кваліфікація Дивізіону ІІА)
- 2016 – 6 місце (кваліфікація Дивізіону ІІА)
- 2017 – не брали участь
- 2018 – 1 місце (Дивізіон ІІВ, кваліфікація)
- 2019 – 5 місце (Дивізіон ІІВ)
- 2020 – 5 місце (Дивізіон ІІВ)
- 2022 – 5 місце (Дивізіон ІІВ)
- 2023 – 5 місце (Дивізіон ІІВ)
- 2024 – 5 місце (Дивізіон IIIA)
- 2025 – 5 місце (Дивізіон IIIA)